# Matthieu Moinaux
Matthieu Moinaux, né le 5 août 1991 à Verdun, est un rameur d'aviron français.
Il est médaillé de bronze en deux avec barreur aux Championnats du monde d'aviron 2013.